# Kasztelanowie santoccy
Kasztelanowie santoccy – urzędnicy kasztelanii santockiej, powstałej w średniowieczu przy grodzie w Santoku. Pierwszych kasztelanów odnotowano od XIII w., ostatnich w końcu I Rzeczypospolitej. Kasztelan santocki wszedł do senatu jako kasztelan mniejszy, ostatni z grupy 9 senatorów województwa poznańskiego. Konstytucja sejmu lubelskiego 1569 r. wyznaczyła mu 94. miejsce w senacie Rzeczypospolitej, między kasztelanem kowalskim a kasztelanem sochaczewskim.

## Kasztelanowie santoccy (do 1793 r.)
W średniowieczu znane są głównie daty, kiedy daną osobę wspomniano (wsp.) w źródłach z urzędem kasztelana santockiego, dlatego podane niżej zakresy do XV w. włącznie przeważnie nie są latami granicznymi sprawowania urzędu. Od XV w. daty te można ustalić z coraz większą pewnością; od XVI w. znana jest większość dat nominacji, awansu lub zgonu wyznaczających czas piastowania kasztelanii.
| Lp. | Imię i nazwisko                    | Daty sprawowania urzędu       |
| --- | ---------------------------------- | ----------------------------- |
| 1.  | Paweł                              | ok. 1230?                     |
| 2.  | Piotr (Piotrek)                    | wsp. 1232-1233                |
| 3.  | Beno (Bień)                        | wsp. 1236                     |
| 4.  | Borzysław                          | wsp. 1245                     |
| 5.  | Krystyn                            | wsp. 1250-1251                |
| 6.  | Eustachy Jankowic                  | wsp. 1256                     |
| 7.  | Gosław                             | wsp. 1260                     |
| 8.  | Piotr (Piotrek)                    | wsp. ok. 1278–1280            |
| 9.  | Wincenty z Szamotuł                | wsp. ok. 1280–1281            |
| 10. | Dzierżykraj                        | wsp. 1286–1290                |
| 11. | Olbracht Jankowic                  | ok. 1292                      |
| 12. | Kiełcz z Szamotuł                  | wsp. 1294                     |
| 13. | Wojsław z Gryżyny                  | wsp. 1365 zm. 1373            |
| 14. | Dziersław Grochola z Ostroroga     | wsp. 1383-1387 zm. przed 1390 |
| 15. | Jan                                | wsp. 1393–1400?               |
| 16. | Mikołaj z Błociszewa i Brodnicy    | wsp. 1401–1415                |
| 17. | Mikołaj z Żydowa                   | 1415–1419                     |
| 18. | Jan Głowacz z Graboszewa i Leżenic | 1420–1433                     |
| 19. | Jan Łopata z Kalinowy i Siedlemina | 1435–1457                     |
| 20. | Wincenty z Bieganowa               | wsp. 1458                     |
| 21. | Piotr Bniński z Mosiny i Opalenicy | 1463–1466                     |
| 22. | Sędziwój Czarnkowski               | 1467–1486                     |
| 23. | Jan Sokołowski z Wrzącej           | 1489–1494/1495                |
| 24. | Mikołaj Grodziecki (z Grodźca)     | 1495–1522/1524                |
| 25. | Wawrzyniec Grabienicki             | 1528–1545                     |
| 26. | Wojciech Ostroróg                  | 1545–1558/1559                |
| 27. | Jan Opaliński                      | 1560–1561                     |
| 28. | Stanisław Spławski                 | 1561–1563                     |
| 29. | Wojciech Sędziwój Czarnkowski      | 1563–1569                     |
| 30. | Mikołaj Borek Gostyński            | 1569–1580                     |
| 31. | Piotr Grodziecki                   | 1580–1587                     |
| 32. | Stanisław Russocki                 | 1588–1597                     |
| 33. | Jan Czarnkowski                    | 1597–1598                     |
| 34. | Jan Grudziński                     | 1598–1600                     |
| 35. | Jan z Górki Roszkowski             | 1601–1604                     |
| 36. | Piotr Chojeński                    | 1604–1614/1615                |
| 37. | Krzysztof Tuczyński                | 1615–1623                     |
| 38. | Jan Potulicki                      | 1624–1632/1633                |
| 39. | Jan Smoszewski                     | 1633–1644/1645                |
| 40. | Paweł Gembicki                     | 1645–1647?                    |
| 41. | Jan Sierakowski                    | 1647?–1649                    |
| 42. | Chryzostom Jaskólski               | 1649–1653                     |
| 43. | Wojciech Miaskowski                | 1654–1671                     |
| 44. | Adrian Miaskowski                  | 1672–1681                     |
| 45. | Adam Franciszek Breza              | 1682–1690                     |
| 46. | Łukasz Gajewski                    | 1690–1703                     |
| 47. | Wojciech Święcicki                 | 1703–1732                     |
| 48. | Telesfor Zakrzewski                | 1732–1736                     |
| 49. | Łukasz Kwilecki                    | 1736–1737                     |
| 50. | Andrzej Zakrzewski                 | 1737–1738                     |
| 51. | Bartłomiej Szołdrski               | 1738–1744                     |
| 52. | Józef Zakrzewski                   | 1744                          |
| 53. | Leonard Raczyński                  | 1746–1756                     |
| 54. | Antoni Wyssogota Zakrzewski        | 1756–1757                     |
| 55. | Maciej Malczewski                  | 1757–1769                     |
| 56. | Stefan Moszczeński                 | 1769–1771                     |
| 57. | Prokop Sczaniecki                  | 1772–1772                     |
| 58. | Jakub Komorowski                   | 1772–1781                     |
| 59. | Jan Lipski                         | 1781–1785/1786                |
| 60. | Michał Krzyżanowski                | 1786–1790                     |
| 61. | Nikodem Zakrzewski                 | 1790–1793                     |